# Коламбія-Сіті (Орегон)
Коламбія-Сіті (англ. Columbia City) — місто (англ. city) в США, в окрузі Колумбія штату Орегон. Населення — 1949 осіб (2020).

## Географія
Коламбія-Сіті розташована за координатами 45°53′51″ пн. ш. 122°48′45″ зх. д. / 45.89750° пн. ш. 122.81250° зх. д. (45.897546, -122.812402).  За даними Бюро перепису населення США в 2010 році місто мало площу 2,97 км², з яких 1,98 км² — суходіл та 0,99 км² — водойми.

## Демографія
Згідно з переписом 2010 року, у місті мешкало 1946 осіб у 787 домогосподарствах у складі 601 родини. Густота населення становила 655 осіб/км².  Було 830 помешкань (279/км²).
Расовий склад населення:
| - 94,6 % — білих - 1,5 % — азіатів - 1,0 % — корінних американців - 0,1 % — вихідців з тихоокеанських островів - 0,1 % — чорних або афроамериканців - 1,0 % — осіб інших рас |

До двох чи більше рас належало 1,7 %. Частка іспаномовних становила 3,0 % від усіх жителів.
За віковим діапазоном населення розподілялося таким чином: 18,6 % — особи молодші 18 років, 63,0 % — особи у віці 18—64 років, 18,4 % — особи у віці 65 років та старші. Медіана віку мешканця становила 48,4 року. На 100 осіб жіночої статі у місті припадало 95,4 чоловіків;  на 100 жінок у віці від 18 років та старших — 92,6 чоловіків також старших 18 років.
Середній дохід на одне домашнє господарство  становив 69 340 доларів США (медіана — 62 535), а середній дохід на одну сім'ю — 72 839 доларів (медіана — 62 639). За межею бідності перебувало 6,7 % осіб, у тому числі 10,8 % дітей у віці до 18 років та 3,0 % осіб у віці 65 років та старших.
Цивільне працевлаштоване населення становило 976 осіб. Основні галузі зайнятості: освіта, охорона здоров'я та соціальна допомога — 23,4 %, виробництво — 17,1 %, роздрібна торгівля — 12,1 %, будівництво — 9,4 %.